# Clidastes
Clidastes là một loài thằn lằn thương long đã tuyệt chủng đã sinh sống trong thời kỳ Creta muộn 99.600.000-65.500.000 năm trước tại Bắc Mỹ và Châu Âu. Clidastes là một loài bơi lội nhanh nhẹn mà có lẽ bơi bằng cách uốn éo cơ thể của mình, và săn bắt động vật thân mềm, cá và động vật có xương nhỏ khác trong vùng nước nông.

## Mô tả

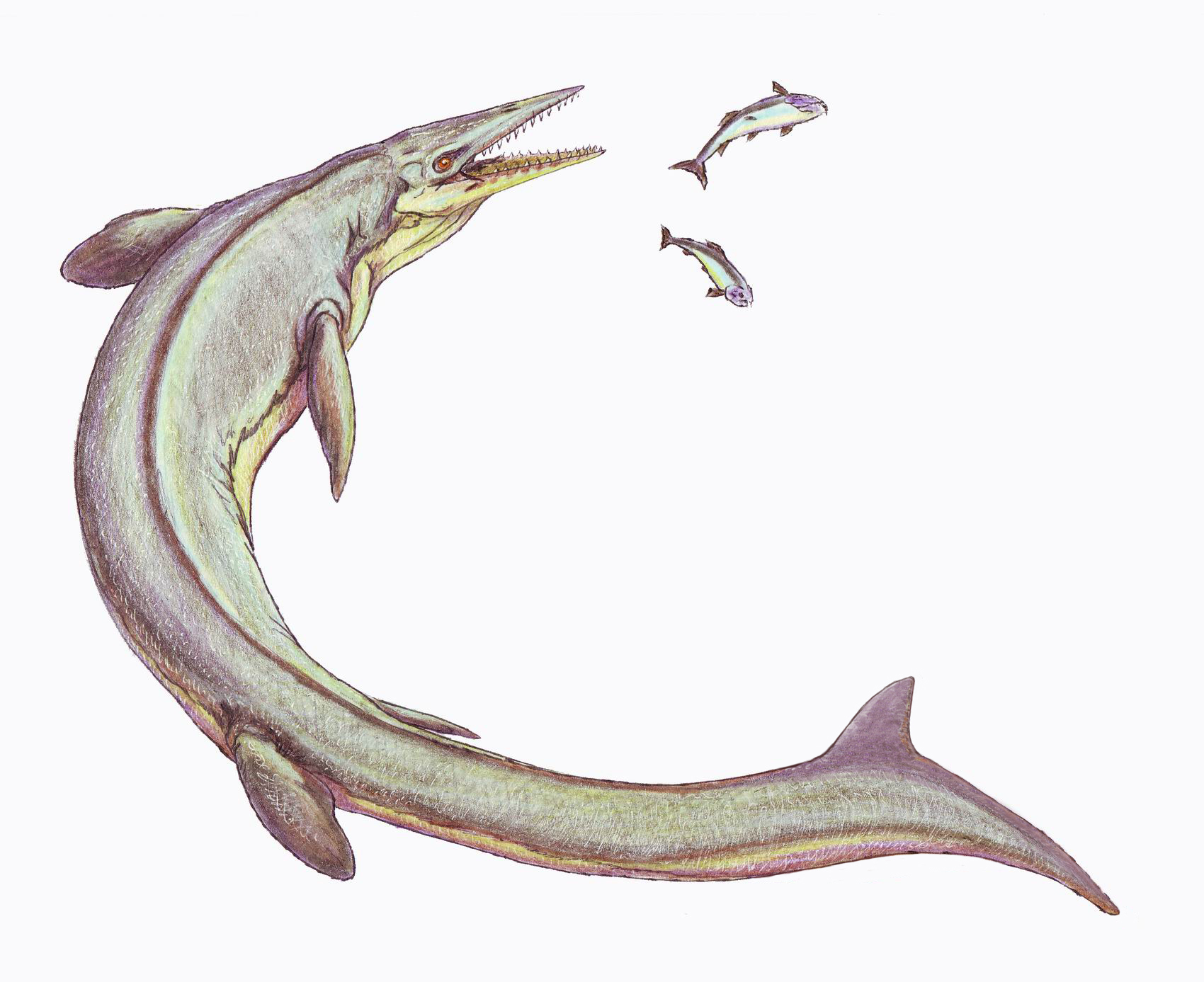
C. propython phục dựng

Clidastes là một trong những loài thương long nhỏ nhất (loài thương long nhỏ nhất Dallasaurus), dài trung bình 2-4 mét, với các mẫu vật lớn nhất đạt 6,2 mét (20 feet). Mặc dù các đốt sống khóa lại với nhau, loài này vẫn có một loạt các chuyển động trong mặt phẳng ngang, đủ để cho phép chúng bơi lội trong vùng nước nông. Ngoài ra sự tăng cường của đuôi, và toàn bộ xương sống, cho phép đính kèm cơ bắp để giúp nó bơi. Nó sở hữu một hình thức tinh tế và mỏng với sự mở rộng của các gai thần kinh và chữ V gần chóp đuôi và điều này cho phép nó đuổi theo con mồi nhanh nhất.

## Phát hiện
E. D. Cope phát hiện các mẫu vật đầu tiên của Clidastes propython năm 1869 từ đá phấn Mooreville trong quận Lowndes, Alabama. Những mẫu vật khai quật được là của một cá thể chưa thành niên nhưng là một trong những loài thương long được bảo tồn tốt nhất và đầy đủ nhất thu được từ tiểu bang này và được coi là nguyên mẫu chung của Clidastes.  Năm 1918, Charles H. Sternberg và con trai của ông tìm thấy hài cốt thêm Clidastes ở Kansas. Họ ngạc nhiên khi thấy rằng nó có các xương cánh tay và xương đùi có đầu tròn, tương tự như của động vật có vú. Do bảo quản tốt các dạng đuôi, Sternberg lưu ý rằng chữ V dọc theo đốt sống được cứng liền khới với trung tâm, mà không quan sát thấy trong loài thương long khác.